# Euthalia aristides
Euthalia aristides är en fjärilsart som beskrevs av Charles Oberthür 1907. Euthalia aristides ingår i släktet Euthalia och familjen praktfjärilar. Inga underarter finns listade i Catalogue of Life.